# ابزار مدیریت برنامه‌های باینری گنو
"GNU Binary Utilities" یا "binutils" مجموعه‌ای از ابزارهای برنامه‌نویسی برای ایجاد و مدیریت برنامه‌های باینری، آبجکت فایل‌ها ، کتابخانه‌ها، داده‌های پروفایل و سورس کد‌های اسمبلی هستند. 

## ابزارها
آنها در ابتدا توسط برنامه‌نویسان "Cygnus Solutions" نوشته شده بودند. 
"binutils" گنو معمولا به صورت ترکیبی با کامپایلرها مانند "gcc" ,ابزار ساخت مثل "make" و دیباگرها مثل "gdb" استفاده می‌شوند. 
از طریق استفاده از کتابخانه توصیف‌گر فایل باینری (libbfd)، اکثر ابزارها از فرمت‌های مختلف آبجکت فایل‌هایی پشتیبانی می‌کنند که توسط "libbfd" پشتیبانی می‌شوند. 
H.J Lu یک نسخه از "binutils" را با ویژگی‌های مختص لینوکس توسعه داده می‌دهد. 

## دستورات
"binutils" شامل دستورات زیر است:
| as        | اسمبلری که به طور عمومی به اسم "GAS" شناخته می شود |
| ld        | لینکر                                              |
| gprof     | پروفایلنگ یا تشخیص مشخصات                          |
| addr2line | تبدیل آدرس به فایل و خط                            |
| ar        | ایجاد، اصلاح و استخراج از آرشیوها                  |
| c++filt   | فشرده سازی فیلتر برای نمادهای سی ++                |
| dlltool   | ایجاد کتابخانه های دینامیکی ویندوز                 |
| gold      | لینک دهنده جایگزین                                 |
| nlmconv   | تبدیل فایل شیء به یک ماژول قابل بارگذاری NetWare   |
| nm        | لیست نمادها در فایل های شی                         |
| objcopy   | کپی فایلهای شی، احتمالا تغییرات                    |
| objdump   | اطلاعات مربوط به پرونده های شی                     |
| ranlib    | شاخص ها را برای آرشیو تولید کنید                   |
| readelf   | نمایش محتویات فایل های ELF                         |
| size      | لیست کل و اندازه بخش                               |
| strings   | فهرست رشته های قابل چاپ                            |
| strip     | نمادها را از یک فایل شیء حذف کنید                  |
| windmc    | منابع پیام ویندوز را تولید می کند                  |
| windres   | کامپایلر برای فایل های منبع ویندوز                 |

## الف یوتیلز
ایوریچ درپر "elfutils" را برای جایگزینی با "GNU binutils" نوشت که صرفا برای لینوکس و با پشتیبانی تنها برای ELF و DWARF است.  

## همچنین نگاه کنید
- List of Unix utilities
- GNU Debugger

## لینک های خارجی
- GNU Binutils homepage
- Binutils for Linux